# Solbusøy Station
Solbusøy Station (Solbusøy stoppested) var en jernbanestation på Thamshavnbanen, der lå i Orkdal kommune i Norge.
Stationen blev oprettet som holdeplads, da den første del af banen mellem Thamshavn og Svorkmo åbnede for driften 15. juli 1908. Oprindeligt hed den Solbu, men den skiftede navn til Solbusøi i 1915 og til Solbusøy i 1927. Den blev nedgraderet til trinbræt 1. januar 1931. Persontrafikken på banen blev indstillet 1. maj 1963, hvorefter den var en industribane for Orkla Grube-Aktiebolag. Trafikken blev helt indstillet 30. maj 1974.
10. juli 1983 begyndte der at køre veterantog mellem Løkken og Svorkmo. De kom til Solbusøy fra 1986 og derfra videre til Fannrem fra 1990 og Bårdshaug fra 2002. Solbusøy indgår dog ikke længere i veterantogenes køreplan.
Stationsbygningen blev opført til åbningen i 1908 efter tegninger af Finn Knudsen, der også stod for de øvrige stationsbygninger på banen. Stationsbygningen på Solbusøy blev senere flyttet til Bårdshaug herregård.